# Fimbristylis argillicola
Fimbristylis argillicola är en halvgräsart som beskrevs av Robert Kral. Fimbristylis argillicola ingår i släktet Fimbristylis och familjen halvgräs. Inga underarter finns listade i Catalogue of Life.